# Морозов, Анатолий Афанасьевич
Анатолий Афанасьевич Морозов (4 июня 1916, Бежица — 18 июня 1944, Московская область) — командир 9-го гвардейского истребительного авиационного полка, гвардии подполковник.

## Биография
Родился 4 июля 1916 года в городе Бежица в семье рабочего. Русский. Член ВКП с 1940 года. Окончил 7 классов и школу ФЗУ, работал на паровозостроительном заводе.
В Красной Армии с 1934 года. В 1937 году окончил военную авиационную школу лётчиков. Участник советско-финской войны 1939—1940 годов.
На фронтах Великой Отечественной войны с июня 1941 года. Старший лейтенант Морозов А. А. к июлю 1941 года лично сбил 7 и в группе 2 самолёта противника, 8 уничтожил на земле. 7 июля 1941 года над районом сёл Варница, Гура-Быкулуй и Калфа Новоаннецкого района Молдавии в воздушном бою сбил вражеский бомбардировщик, а когда кончились боеприпасы, таранил на встречном курсе истребитель противника. Приземлился на парашюте и взял в плен фашистского лётчика.
Указом Президиума Верховного Совета СССР «О присвоении звания Героя Советского Союза начальствующему и рядовому составу Красной Армии» от 27 марта 1942 года за «образцовое выполнение боевых заданий командования и проявленные при этом отвагу и геройство» удостоен звания Героя Советского Союза с вручением ордена Ленина и медали «Золотая Звезда».
18 июня 1944 года, купаясь во время отпуска, утонул в р. Клязьма. Похоронен в городе Щёлково Московской области.
Сбил лично 11 и в группе — 3 самолёта противника. Награждён орденом Ленина, 3 орденами Красного Знамени, орденом Александра Невского, медалями.